# Umbrele trecutului (telenovelă)
Umbrele trecutului (Pecados ajenos; lit. „Păcate străine”) este o telenovelă în limba spaniolă produsă de canalul Telemundo.
Umbrele trecutului a înlocuit Amor Mio în Telemundo pe 8 octombrie 2007. Lorena Rojas și Mauricio Islas au fost protagoniștii telenovelei.
În Polonia, telenovela a fost transmisă de Puls TV, iar în România de Acasă TV.
În Georgia s-a transmis pe canalul Rustavi 2.

## Povestea
Natalia și Adrian sunt doi străini care locuiesc în orașe diferite, dar descoperă într-o clipă că ei aparțin unul altuia. Cei doi au fost căsătoriți timp de peste 20 ani și amândoi au câte doi copii. Viețile lor sunt destul de asemănătoare și ambii sunt nefericiți și frustrați.

## Personaje
Personaje principale în ordinea apariției
Protagoniști:
- Lorena Rojas — Natalia Ruiz de Mercenario

- Mauricio Islas — Adrián Torres

Antagonști:
- Catherine Siachoque — Inés Vallejo

- Sonya Smith — Elena Sandoval "La Loca"

- Ariel López Padilla — Rogelio Mercenario

- Lupita Ferrer — Ágatha Mercenario "Mi Alma"

- Sebastián Ligarde — Manuel

Apariții speciale:
- Daniel Lugo — Marcelo Mercenario

- Maritza Rodríguez — Karen Vallejo

Personaje secundare:
- Alicia Plaza — Mónica Rojas
- Carlos Camacho — Saúl Farrera
- Arianna Colceratti — Isabel "Chabela"
- Chela Arias — Raquel Sandoval
- Evelyn Santos — Gasparina Godoy
- Hanna Zea — Rossy

- Andrés García Júnior — Javier Alfaro
- Talina Duclaud — Tina

- Héctor Soberón  — Gary Mendoza

- Mariana Torres — Denisse Torres Sandoval
- Sofía Stamatiades — Gloria Mercenario Ruiz

- Jencarlos Canela — Alfredo "Freddy" Torres Sandoval
- Alonso Espeleta — Luis Mercenario Ruiz

- Pablo Portillo — Héctor
- Roberto Plantier — Carlos Alberto "Charlie" Vallejo

- Eduardo Cuervo — Ricardo "Ricky" Larios Bracamontes
- Julio Ocampo — Ramón Gamboa
- Ximena Duque — María Aguilar
- Giovanna del Portillo — Daniela
- Tali Duclaud — Elsa Aftaro
- Raúl Sandoval — Eduardo Larios

- Mildred Quiroz — Laura Aguilar
- Roberto Huicochea — Anselmo Aguilar
- Altair Jarabo — Melissa Aguilar
- Mayte Vilán — Marisela Bracamontes
- Adela Romero — Melinda de Gamboa
- Nury Flores — Lolita
- Raúl Durán — Benito Alejo Gamboa Moctezuma

- Sandra Eichler — Tina